# Forpus xanthopterygius
La catita enana o cotorrita aliazul (Forpus xanthopterygius) es una especie de ave de la familia de los loros (Psittacidae) típica de América del Sur.

## Descripción
Es un perico pequeño, que sólo mide unos 13 cm; es casi por entero de color verde, con las partes inferiores más claras; el pico es pequeño pero fuerte, y es de un tono blanco rosado. Presentan un marcado dimorfismo sexual; el macho tiene las plumas de vuelo de color azul claro y oscuro, (la espalda también tiene esta coloración). La hembra es totalmente verde, a veces con amarillo pálido alrededor de los ojos.

## Comportamiento
Se reúnen en parejas o en pequeños grupos, que son bastante ruidosos. Por su plumaje son difíciles de ver entre el follaje. Su vuelo es rápido, aunque errático.

## Reproducción
Las cotorritas aliazules son loros monógamos. Hacen sus nidos en cavidades de ramas y troncos, y a veces en nidos de otras aves. Ponen de 3 a 7 huevos.

## Distribución
Se lo puede encontrar en Argentina, Bolivia, Brasil, Colombia, Ecuador, Perú y Paraguay.
Son bastante comunes en las zonas abiertas y, aunque el bosque está siendo talado, las poblaciones no han sido muy afectadas; incluso se les puede ver merodeando en los alrededores de los árboles caídos, buscando alimento.

## Amenazas
Se encuentra amenazado por la destrucción de hábitat y la captura para el comercio de mascotas.